# Unterseeboot 539
L'Unterseeboot 539 (ou U-539) était un sous-marin allemand utilisé par la Kriegsmarine pendant la Seconde Guerre mondiale

## Historique
Après sa période d'entraînement à Stettin en Pologne au sein de la 4. Unterseebootsflottille jusqu'au 30 septembre 1943, l'U-539 est affecté à une formation de combat à la base sous-marine de Lorient en France au sein de la 2. Unterseebootsflottille. Devant l'avancée des forces alliées en France, et pour éviter la capture, il est transféré le 1er octobre 1944 dans la 33. Unterseebootsflottille à Flensbourg en Allemagne.
Le 21 septembre 1943, l'U-539 est attaqué par un avion britannique Lockheed Hudson qui lui lance trois charges de profondeur sans succès.

Le 4 octobre 1943, il subit une attaque d'un bombardier Consolidated B-24 Liberator de l'escadrille Sqdn 120/V qu'il réussit à abattre entraînant la mort de l'officier commandant cette escadrille.

Quatre jours plus tard, le 8, un autre Consolidated B-24 Liberator lui lance deux charges de profondeurs qui lui causent de graves dommages. Il s'agit de la troisième attaque sur l'U-Boot en moins de trois semaines. Il atteint son port le 20 octobre.
L'U-539 est le premier U-Boot à prendre part à une patrouille de combat équipé de l'appareil de ventilation Schnorchel. Il quitte sa base de Lorient le 2 janvier 1944.
Le 11 juin 1944, alors qu'il est en train d'attaquer le pétrolier néerlandais Casandra avec son canon de pont, le pétrolier riposte lui causant des dommages mineurs, mais forçant le U-Boot à rompre son attaque.

Le lendemain, il subit l'attaque d'un hydravion Martin PBM Mariner,  réussissant à prendre la fuite.
À la suite de la reddition de l'Allemagne nazie, l'U-539 est transféré le 30 mai 1945 de Bergen en Norvège à Loch Ryan en Écosse en vue de l'opération Deadlight. Il sombre le 4 décembre 1945 à la position géographique de 55° 38′ N, 7° 57′ O alors qu'il est en remorquage vers sa zone de sabordage.

## Affectations successives
- 4. Unterseebootsflottille du 24 février 1943 au 30 juin 1943
- 10. Unterseebootsflottille du 1er juillet 1943 au 30 septembre 1944
- 33. Unterseebootsflottille du 1er octobre 1944 au 8 mai 1945

## Commandement
- Oberleutnant zur See, puis Kapitänleutnant Hans-Jürgen Lauterbach-Emden du 24 février 1943 au 8 mai 1945

## Navires coulés
L'U-539 a coulé 1 navire marchand de 1 517 tonneaux et endommagé 2 autres navires marchands d'un total de 12 896 tonneaux au cours des 3 patrouilles qu'il effectua.

## Sources
- (en) U-539 sur Uboat.net